# Plaggenbemesting

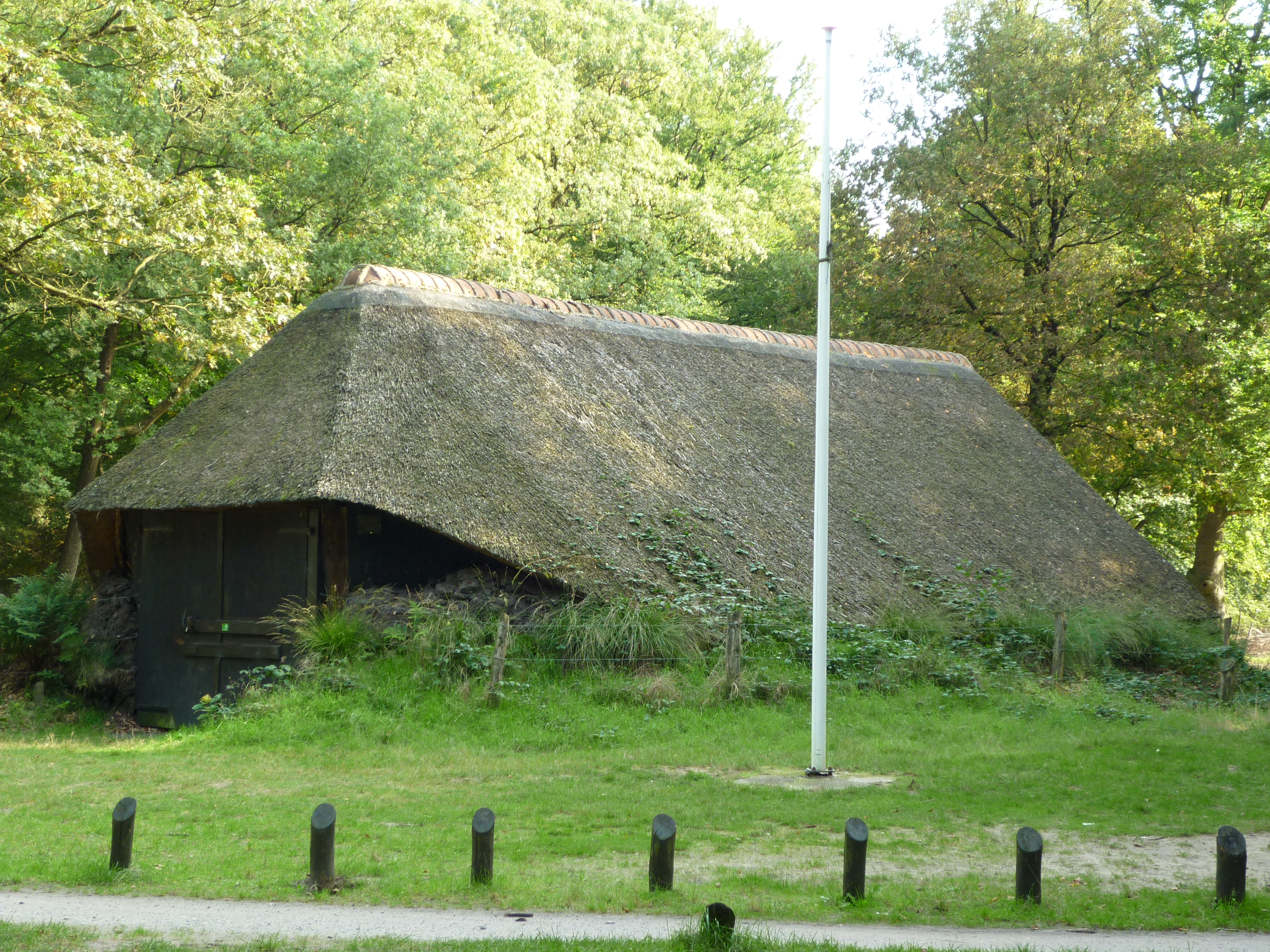
De potstal, hier een schaapskooi, speelde bij de productie van plaggenmest een belangrijke rol

Plaggenbemesting is een oude landbouwmethode waarbij bouwlanden werden bemest met organisch materiaal, gemengd met dierlijke mest en soms ook minerale bestanddelen. Het wordt ook wel potstalcultuur genoemd.
Bemesting door middel van plaggen is een kenmerk van vrij intensief grondgebruik dat al voor het begin van de jaartelling voorkwam op sommige arme zandgronden in Noordwest-Europa. Op grote schaal toegepast leidde deze vorm van bemesting vanaf de middeleeuwen tot de vorming van een 'plaggendek', een ophoging van het bouwland. In Drenthe kwam de plaggenbemesting pas vanaf de 17e eeuw op gang. De historisch-geograaf Theo Spek wist de mythe te ontkrachten dat de essen 1 millimeter per jaar opgehoogd zouden worden. De groei was veel diverser, en vaak minder.
Intensieve plaggenbemesting had op de lange duur soms verzuring van de bouwgronden tot gevolg. Hierdoor groeiden de gewassen minder goed. In Drenthe sprak men in dit verband midden negentiende eeuw over de ziekte der Drentse essen. Door de invoering van kunstmest eind negentiende eeuw werd deze vorm van bemesting overbodig.
De met plaggen en dierlijke mest verhoogde bouwlanden heten veelal es of enk. In de bodemkunde wordt het plaggendek ook wel eerdlaag genoemd. Vroeger werd ook wel de term esdek gebruikt. In de Nederlandse bodemclassificatie worden deze bodems eerdgronden genoemd. In de internationale World Reference Base for Soil Resources van de FAO heten deze bodems Anthrosols.